# Enrico Maaßen
Enrico Maaßen (* 10. März 1984 in Wismar) ist ein ehemaliger deutscher Fußballspieler und heutiger Fußballtrainer. Während seiner aktiven Laufbahn spielte Maaßen unter anderem in der Regionalliga. Als Trainer betreute er zunächst in der Regionalliga die SV Drochtersen/Assel, danach den SV Rödinghausen sowie die zweite Mannschaft von Borussia Dortmund, mit der er 2021 in die 3. Liga aufstieg.  

## Karriere als Spieler
Maaßen war in der Jugend beim Grevesmühlener FC, SKV Bobitz und FC Anker Wismar aktiv. Zur Saison 2003/04 rückte er in die erste Herrenmannschaft des FC Anker Wismar auf und wurde mit ihr Meister der sechstklassigen Verbandsliga Mecklenburg-Vorpommern und stieg in die Oberliga Nordost auf. Dort absolvierte er in der Saison 2004/05 20 Spiele, in denen er 4 Tore erzielte.
Zur Saison 2005/06 wechselte Maaßen innerhalb der Oberliga Nordost in die zweite Mannschaft von Hansa Rostock, für die er 10 Spiele absolvierte.
Zur Saison 2006/07 zog es Maaßen wieder in die Verbandsliga Mecklenburg-Vorpommern zum Greifswalder SV 04, mit dem er Meister wurde und in die Oberliga Nordost aufstieg.
Zur Saison 2007/08 schloss sich Maaßen in der drittklassigen Regionalliga Nord dem SC Verl an. Auf 11 Einsätze in seiner ersten Saison folgten bis zur Winterpause der Saison 2008/09 erneut 11 Einsätze in der nun viertklassigen Regionalliga West.
Im Januar 2009 wechselte Maaßen in die fünftklassige Oberliga Niedersachsen Ost zum Goslarer SC 08. Er kam bis zum Ende der Saison 2008/09 auf 17 Ligaeinsätze, in denen er 3 Tore erzielte. Er wurde mit seiner Mannschaft Meister der Ost-Staffel und gewann gegen den Meister der West-Staffel, den VfB Oldenburg, die Niedersachsenmeisterschaft, die den Aufstieg in die Regionalliga Nord bedeutete. Dort kam Maaßen in der Saison 2009/10 zu 21 Regionalligaeinsätzen, in denen er ein Tor erzielte.
Zur Saison 2011/12 wechselte er in die sechstklassige Landesliga Lüneburg zur SV Drochtersen/Assel, mit der er Meister wurde und in die Oberliga Niedersachsen aufstieg. Dort kam er in den Spielzeiten 2012/13 und 2013/14 zu 34 Einsätzen (4 Tore). Im Alter von 30 Jahren beendete er anschließend nach zwei Rissen am Innen- sowie am Kreuzband seine aktive Karriere.

## Karriere als Trainer

### SV Drochtersen/Assel
Rigo Gooßen, Sportvorstand und Mäzen der SV Drochtersen/Assel in Personalunion, ernannte Enrico Maaßen zur Saison 2014/15 zum neuen Trainer der ersten Mannschaft, die zu diesem Zeitpunkt in der Oberliga Niedersachsen spielte. Dabei hatte Maaßen freie Hand und stellte eine Truppe zusammen, die durch eine überzeugende Offensive auffiel und zudem großen Willen sowie Charakter aufzeigte. Nachdem er als Spieler des Vereins in der Vorsaison noch den sechsten Platz belegt hatte, coachte Maaßen die SV Drochtersen/Assel als Meister zum Aufstieg in die Regionalliga Nord. In der ersten Spielzeit nach dem Aufstieg gelang mit dem vierten Platz der Klassenerhalt und zudem gewannen die Drosseln 2016 den Niedersachsenpokal, wodurch sie sich für den DFB-Pokal 2016/17 qualifizierten. Dort traf die SV Drochtersen/Assel in der 1. Hauptrunde auf Borussia Mönchengladbach, gegen die die Drochterser knapp mit 0:1 verloren. In der Folgezeit war es dem Verein gelungen, sich in der deutschen Viertklassigkeit zu etablieren. Währenddessen arbeitete Enrico Maaßen nebenbei in einem Fitnessklub. Die SV Drochtersen/Assel gewann 2018 erneut den Niedersachsenpokal. Danach verließ Maaßen den Verein.

### SV Rödinghausen
Sein neuer Verein zur Saison 2018/19 wurde der SV Rödinghausen aus der Regionalliga West. Hier wurde seine Trainertätigkeit nun sein Hauptberuf. In der Vorsaison qualifizierte sich Rödinghausen als bester westfälischer Regionalligist für den DFB-Pokal 2018/19. Allerdings stellte der SV Rödinghausen auch die viertschlechteste Abwehrreihe in der West-Staffel der Regionalliga.
Laut eigenen Aussagen spielte Enrico Maaßen anfänglich tendenziell defensiv und zumeist im 3-4-3, das auch Pressing und Konterfußball beinhaltete. Nach der Stabilisierung der Mannschaft wurde der Fokus auf das Ballbesitzspiel gelegt. Im Saisonverlauf schlug der SV Rödinghausen in der ersten Runde im DFB-Pokal den Zweitligisten Dynamo Dresden mit 3:2 n. V. und traf dann in der zweiten Runde auf den FC Bayern München, gegen die die Ostwestfalen knapp mit 1:2 verloren. Stürmer Simon Engelmann wurde zum Ende der Saison 18/19, die der SV Rödinghausen in der Regionalliga West auf dem dritten Platz beendete, Torschützenkönig. Zudem gewannen die Rödinghauser 2019 erstmals den Westfalenpokal. Aufgrund der kleinen Kapazität des Häcker-Wiehenstadions, der Heimstätte des Vereins, und der überschaubaren Infrastruktur verzichtete der SV Rödinghausen auf einen Antrag auf die Lizenz für die dritte Liga.
Von 2019 bis 2020 absolvierte Enrico Maaßen, also parallel zur Tätigkeit in Rödinghausen, an der Hennes-Weisweiler-Akademie in der Sportschule im rheinischen Hennef die Ausbildung zum Fußball-Lehrer und erhielt Anfang August 2020, dann schon in Dortmunder Diensten, die UEFA-Pro-Lizenz.
In der Saison 2019/20 schied der SV Rödinghausen in der ersten Runde im DFB-Pokal gegen den zuvor in die Bundesliga aufgestiegenen Nachbarn SC Paderborn 07 nach Elfmeterschießen aus. Die Hinrunde der Saison 2019/20 bedeutete der dritte Rekord in der Vereinsgeschichte. Nach 30 Punkten in der Hinrunde der Spielzeit 2018/19 sowie 33 Zählern in der Rückrunde beendete der SV Rödinghausen die erste Hälfte der Saison 2019/20 mit 38 Punkten. Bis zur Saisonunterbrechung, die der Corona-Krise geschuldet war, war der Rödinghauser Verein mit 20 Siegen (bei 26 Spielen) und durchschnittlich 2,4 Punkten pro Spiel Tabellenführer und erreichte zudem im Westfalenpokal das Halbfinale. Genau wie im Vorjahr verzichtete der Verein allerdings auf einen Antrag auf eine Lizenz für die dritthöchste Spielklasse.

### Borussia Dortmund II
Zur Saison 2020/21 wechselte Enrico Maaßen zum Ligarivalen Borussia Dortmund II und führte sie als Meister der Regionalliga West zum Aufstieg in die 3. Liga. In der Saison 2021/22 hielt er mit der Mannschaft als Tabellenneunter souverän die Klasse. Co-Trainer waren Pascal Bieler und der bereits in Rödinghausen unter Maaßen tätige Sebastian Block.

### FC Augsburg
Zur Saison 2022/23 wechselte Maaßen in die Bundesliga und wurde als Nachfolger von Markus Weinzierl Cheftrainer des FC Augsburg. In der Debütsaison erreichte Maaßen mit seiner Mannschaft den 15. Platz, womit der direkte Klassenerhalt knapp erreicht wurde. Nach dem 7. Spieltag der Saison 2023/24 stand der FC Augsburg mit 5 Punkten auf dem 15. Platz. Daher trennte sich der Verein in der Länderspielpause im Oktober 2023 von Maaßen.

### FC St. Gallen
Ab der Saison 2024/25 trainiert er als Nachfolger von Peter Zeidler den Schweizer Superligisten FC. St. Gallen.

## Erfolge

### Als Spieler
- Meister der Landesliga Lüneburg und Aufstieg in die Oberliga Niedersachsen: 2012 (SV Drochtersen/Assel)
- Niedersachsenmeister und Aufstieg in die Regionalliga Nord: 2009 (Goslarer SC 08)
- Meister der Oberliga Niedersachsen Ost: 2009 (Goslarer SC 08)
- Meister der Verbandsliga Mecklenburg-Vorpommern und Aufstieg in die Oberliga Nordost: 2004 (FC Anker Wismar), 2007 (Greifswalder SV 04)

### Als Trainer
- Aufstieg in die 3. Liga: 2021 (Borussia Dortmund II)
- Meister der Regionalliga West: 2020 (SV Rödinghausen), 2021 (Borussia Dortmund II)
- Westfalenpokal-Sieger: 2019 (SV Rödinghausen)
- Niedersachsenpokal-Sieger: 2016, 2018 (beide SV Drochtersen/Assel)
- Meister der Oberliga Niedersachsen und Aufstieg in die Regionalliga Nord: 2015 (SV Drochtersen/Assel)